# Crisis de seguridad de Río de Janeiro de 2010
La llamada Crisis de seguridad de Río de Janeiro se vivió del 21 de noviembre hasta 28 de noviembre de 2010, (cuando los ataques cesaron) la ciudad de Río de Janeiro y otras ciudades vecinas fueron blanco de ataques de criminales que se oponen a la creación de comisarías de policía en asentamientos informales (o favelas) anteriormente dominadas por el narcotráfico. La ciudad iba a ser sede de los Juegos Olímpicos de Río de Janeiro 2016 y la Copa Mundial de Fútbol de 2014, en cuanto se supieron estas noticias tanto el gobierno empezó a prepararse para acabar con los narcotraficantes de las favelas como las distintas bandas criminales empezaron a aliarse entre sí para hacerle frente.
Los actos criminales incluyeron quema de autos, autobuses y camiones en las calles, y peligrosos conflictos armados entre la policía y los traficantes. La policía local, el BOPE, el ejército y la infantería de marina brasileña y otras fuerzas fueron convocadas para restaurar la paz en las ciudades y tomar el mayor cuartel general del narcotráfico de la ciudad, localizado en Complejo de Alemão, que fue totalmente conquistado por la policía en 28 de noviembre, acerca de 10 horas de la mañana. Cerca de 40 personas murieron (incluyendo los traficantes) y otras 200 fueron arrestadas. Actualmente la policía ocupa el grupo de favelas del Complexo do Alemão. Tras el exitoso operativo la policía y las fuerzas armadas empezaron a planificar la intervención en las favelas del sur de la ciudad, Rocinha y Vidigal donde según fuentes de la policía brasileña se habrían refugiado varios narcotraficantes expulsados de las favelas vecinas, llegando a sumar unos 200 bien armados.